# 丁锡满
丁锡满（1934年—2015年12月24日），笔名萧丁，男，浙江天台人，中国新闻工作者，曾任中共上海市委宣传部副部长，上海市文化局副局长，《解放日报》社总编辑、高级记者，中华全国新闻工作者协会副主席。